# سوزان ماير ماركل
سوزان ماير ماركل (بالإنجليزية: Susan Meyer Markle)‏ هي عالمة نفس أمريكية، ولدت في 1928، وتوفيت في 2008.